# Psychonoctua unilinea
Psychonoctua unilinea is een vlinder uit de familie van de Houtboorders (Cossidae). De wetenschappelijke naam van de soort is voor het eerst gepubliceerd in 1925 door Harrison Gray Dyar Jr..
De soort komt voor in Mexico.